# 토머스 홉스
토머스 홉스(Thomas Hobbes, 1588년 4월 5일 ~ 1679년 12월 4일)는 잉글랜드 왕국의 정치철학자이자 최초의 민주적 사회계약론자이다. 서구 근대정치철학의 토대를 마련한 책 《리바이어던》(1651)의 저자로 유명하다.
홉스는 자연을 만인의 만인에 대한 투쟁 상태로 상정하고, 그로부터 자연권 확보를 위하여 사회계약에 의해서 리바이어던과 같은 강력한 국가권력이 발생하게 되었다고 주장하였다.

## 삶
1588년 잉글랜드 윌트셔주 웨스트포트에서 교구 목사(Vicar)의 아들로 태어났다. 홉스는 가난한 집안의 칠삭둥이였다. 술주정뱅이로 전락한 아버지는 가족을 돌보지 않았지만, 부유한 삼촌의 도움으로 학업에 전념할 수 있었다. 홉스는 말름스버리 학교(Malmesbury school)에 입학하여 언어에 뛰어난 자질이 있었다고 알려져 있다. 그는 열네 살에 옥스퍼드 대학의 청교도적 학풍을 자랑하는 마그덜린 단과대학(Magdalen Hall)에 입학했고, 그곳에서 5년간 공부해 학사학위를 받았다. 당시 마그덜린 단과대학의 교장이자 진취적인 청교도인 존 윌킨슨은 홉스에게 상당한 영향을 주었다.
홉스는 캐번디시가 가정교사로 지내면서 그 집안의 후원으로 유럽을 여행하며 폭넓게 학문 활동할 수 있었다. 그는 1629년부터 1631년 사이 프랑스를 여행하면서 에우클레이데스의 기하학을 알게 되었고, 여기서 기하학의 논증 방법을 자기 학문의 주요 방법으로 받아들였다. 그는 1608년부터 1610년 사이 프랑스와 이탈리아를 여행하면서 프랜시스 베이컨과 교류하게 되었다. 그는 심신 이원론을 주장한 르네 데카르트와 갈등 있었고, 보일의 실험주의를 비판했다. 또 보일의 진공 실험을 비난하며 진공의 존재를 인정하지 않으려고 안간힘을 쏟기도 했는데, 이 일로 결국 영국 왕립학회 회원이 될 수 없었다. 또한 그는 열렬한 절대군주제 지지자였는데, 당시 영국에서 장기의회가 결성되자 프랑스로 도피 생활을 떠나기도 했다. 그는 90세 나이에도 저서를 출판할 만큼 만년에도 왕성하게 학문 활동했다. 그는 1679년 12월 초, 대학 졸업한 후 망명기 제외하고는 평생 동안 의지했던 캐번디시가 한 저택에서 91세 일기로 생을 마감했다.

## 홉스의 국가론: 사회계약

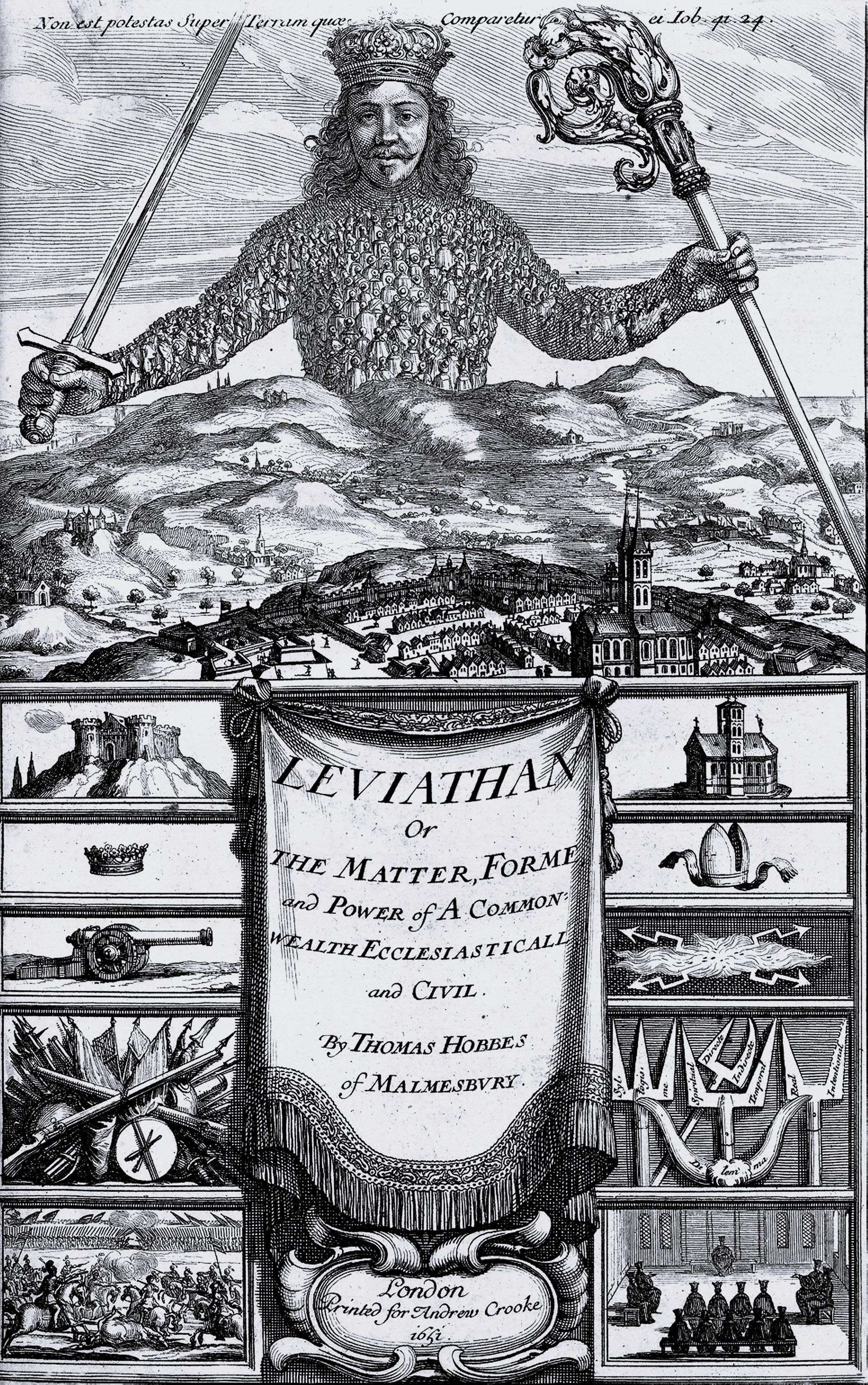
리바이어던 표지

홉스는 사회 계약에 대해 명확하고 자세하게 말한 최초의 근대 정치철학자이다. 홉스에 따르면 자연상태에서 이기적 본성을 지닌 개인들은 자신의 이익을 한없이 추구하며 '만인에 의한 만인의 투쟁'을 전개한다. 그는 서로 다투던 자연상태 속의 인민이 그들 개인이 가지던 개인의 권리를 양도하여 주권을 창조했다고 보았다. 국가에 의해 개인의 권리는 억류되었고, 그의 방어와 좀 더 기능적인 사회를 위해 그의 권리가 돌아왔으므로 사회계약은 실용주의적 자기 이익 추구의 바깥으로까지 발전할 수 있었다. 홉스는 국가의 이름을 리바이어던이라고 불렀으며, 이는 국가가 사회계약에 의해 만들어진 인공적 산물이라는 점을 강조하기 위해서였던 것 같다.
리바이어던은 당시 영국 왕당파의 정치적 프로파간다(신념)였다. 이 책은 유럽에서 망명 중이던 찰스 2세에게 헌정되었으나, 거절 당했다. 찰스 2세와 그 주변 참모들은 사회 계약이라는 개념을 바탕으로 절대왕권을 옹호한 홉스의 추론 방식을 탐탁지 않게 여겼다. 시민들이 자신들의 보존을 위해 맺은 계약으로 왕이 권력을 얻는다면, 왕의 권력은 아래로부터 형성된 것이기 때문이다. 물론 홉스는 왕이 교회권력으로부터 독립하기 위해 집중된 권력을 가져야한다고 했었지만, 왕은 권력이 시민들로부터 나온다는 것을 용납할 수 없었던 것이다. 그래서 그들은 홉스의 논리 대신에 왕권은 신이 부여한다는 왕권신수설을 그들의 논리로 채택하였다. 왕권신수설은 위로부터의 권력형성을 의미하며, 권력 형성 과정에서 시민은 어떠한 관여도 할 수 없는 것이다.
홉스의 책에서 오늘날까지도 중요한 영향을 끼친 것은, 그의 추론 방식에서 나타난 사회 계약이라는 개념이다. 이 개념은 홉스와 정치적으로 대척점에 있었던, 존 로크에 의해 변증법적으로 수용, 발전되었다.

## 홉스의 권력론
홉스의 주장에서 권력은 미래의 명백한 만족을 획득하기 위한 현존 수단이다. 권력은 자연적 혹은 원초적 권력과 도구적 권력으로 나눌 수 있다.
자연적 혹은 원초적 권력이란 어떤사람의 '육체 혹은 정신'이 다른 개인보다 뛰어난 데서 나오는 권력을 지칭한다.
도구적 권력이란 원초적 권력의 행사에 의해 획득되는 권력으로 더 많은 권력을 획득하기 위한 수단이 된다.
홉스는 자연적 권력이던 도구적 권력이던 그것들 모두를 개인이 가진 능력으로 규정하였다.
또한 권력은 개인이 바라는 것을 획득할 수 있는 잠재력이고 그렇기 때문에 그 권력은 상대적이다. 권력은 공통성이 거의 없는 일련의 자질과 능력으로 환원된다.
"인간 권력의 최상의 형태는 대부분의 사람들의 권력이 합의에 의해 자연적이든 혹은 시민적이든 한 개인에게 부여되어, 그가 자신의 의지에 따라 모든 권력을 사용하는 것에 있다. 그것이 바로 국민의 권력이다"

## 홉스의 과학관
홉스는 당시 과학과 인간의 이성을 억압하던 가톨릭 교회를 비판했다. 또한 과학과 이성의 시대에 맞게 성경을 재해석할 필요가 있다고 생각했다. 그는 당시 조르다노 브루노를 화형시키고 갈릴레오 갈릴레이를 종교재판소에 기소한 가톨릭 교회를 《리바이어던》을 통해 비판했다.
| “ | 그간의 항해를 통해 지구에는 대척점이 있다는 것을 알만한 사람은 다 안다. 또한 해가 바뀌고 날이 바뀌는 것이 지구의 운동 때문이라는 것도 점점 분명해지고 있다. 그럼에도 불구하고 저술을 통해 그런 의견을 제시하고, 찬반의 이유를 설명한 사람들은 교회권력의 탄압을 받았다. 왜 그들을 탄압해야 하는가? 그런 의견들이 종교적 진리와 다르기 때문인가? 기성종교에 반하기 때문인가?...정치 질서에 혼란을 초래하고, 반란이나 소요를 유발할 위험이 있어서인가? 그렇다면 그런 학설은 막아야 하고, 그런 학설을 가르치는 교사들은 처벌해야 한다. 그러나 이 일은 공공의 안녕을 책임지고 있는 사람이 그의 권한으로, 즉 정치적 권한으로 해야 한다. 교회가 국가에 종속되어 있는 상황에서, 교회 권력이 하나님의 권한을 내세워 그런 일을 하겠다고 나서는 것은 권력찬탈일 뿐이다. | ” |

## 홉스의 영향
몽테스키외는 홉스와 바뤼흐 스피노자의 사회물리학(social physics)의 영향을 받아 법의 연구를 가치판단으로부터 "순수화"시키고 체계적인 경험적 관찰에 기초시키려 시도한 점에서 법사회학적 관점에서도 주목되고 있다.

## 저서
- 투키디데스의 《펠로폰네소스 전쟁사》 번역(1629)
- 수사학의 기예에 관한 소고(A Brief of The Art of Rhetorick)(1637)
- 법의 요소들(Elements of Law)(1640: 1650년 해적판으로 출간)

인간 본성, 또는 정치의 근본 요소들(Human Nature, or the Fundamental Elements of Policie)
정치체에 대하여(De Corpore Politico)
- 철학의 요소들:시민에 대하여(De Cive)(1642/1647)
- 리바이어던(Leviathan)(1651/ 라틴어판 1668)
- 철학의 요소들:물체에 관하여(De Corpore)(1655)
- 철학의 요소들:인간에 관하여(De Homine)(1658)
- 비히모스 또는 롱 팔라먼트 (Behemoth or Long Parliament)(1670, 출판금지: 1689 해금)
- 호메로스의 《일리아드》《오딧세이》(1675)

## 같이 보기
- 조셉 버틀러
- 마이클 오크숏
- 스티븐 샤핀
- 퀜틴 스키너
- 레오 스트라우스
- 페르디난트 퇴니스

## 참고 자료
- 홉스 『리바이어던』 / 진병운
- 이 문서에는 다음커뮤니케이션(현 카카오)에서 GFDL 또는 CC-SA 라이선스로 배포한 글로벌 세계대백과사전의 "법의 발달" 항목을 기초로 작성된 글이 포함되어 있습니다.
- 본 문서에는 지식을만드는지식에서 CC-BY-SA 3.0으로 배포한 책 소개글 중 "인간론" 의 소개글을 기초로 작성된 내용이 포함되어 있습니다.